# Do You Remember the Last Silence?
Do You Remember the Lost Silence? is een compositie van Alan Hovhaness voor pianosolo. Het werk is gebaseerd op het beeld dat de componist had voordat Brahma het universum schiep. Boven het manuscript staat vermeld:
- A meditation on the night of Brahma,
- Before the universe is silence and emptiness.

De muziek bij deze muzikale meditatie is rustig in een langzaam tempo, met af en toe een oprisping alsof een verkeerde noot wordt gespeeld.

## Discografie
- Uitgave Koch International: Marvin Rosen met andere pianowerken.